# ملاحظات درباره دانشگاه
ملاحظات دربارهٔ دانشگاه نام یک کتاب به زبان فارسی از جواد طباطبایی است که در سال ۱۳۹۸ و توسط نشر مینوی خرد منتشر شد. این کتاب شامل نقدهایی به دانشگاه در ایران از یک منظر فلسفی و فرهنگی است. این اثر را می‌توان امتداد پروژهٔ فکری زوال اندیشه سیاسی ایران دانست. این کتاب یکی از آخرین آثار طباطبایی بود که در زمان حیات او منتشر شد. به گفته نویسنده ملاحظات درباب دانشگاه مجموعه‌ای از مقالات او در سال‌های گذشته است که برخی از آن‌ها قبلاً منتشر شده بودند. طباطبایی در این کتاب سیاست‌های آموزشی و پژوهشی و طور خاص علوم انسانی در ایران به خصوص پس از سال ۵۷ را صراحتاً مورد نقد قرار می‌دهد.

## ساختار کتاب
این کتاب دارای یک مقدمه و چهارده فصل است. بخش‌های کتاب ملاحظات دربارهٔ دانشگاه عبارت اند از:
درآمد: نکته‌هایی دربارهٔ انتحال
فصل نخست: دانشگاه ایرانشهر
فصل دوم: دانشگاه بومی و دانشگاه ایرانشهر: تحلیل یک مورد
فصل سوم: خواهشاً نظریه‌پردازی نکنید!
فصل چهارم: نمونه‌ای از «بومی‌سازی» در علوم اجتماعی
فصل پنجم: «تولید» علم بومی و زبان ملی به یاد دکتر علیِ اکبر
فصل ششم: کوشش‌های بی‌سابقه برای نابودی فرهنگ ملی
فصل هفتم: «اندیشه‌های سیاسی» قرن بیستم در مسلخ «سمت»
فصل هشتم: نعش بی‌جان جان لاک در دستان غسالان
فصل نهم: اندر مناقب هگل به روایت کریم مجتهدی
فصل دهم: سوءتفاهم یا جهل
فصل یازدهم: دکان دونبش در نشر بومی
فصل دوازدهم: ملاحظاتی دربارهٔ ترجمهٔ اندیشهٔ سیاسی
فصل سیزدهم: جهل دلیل نیست!
فصل چهاردهم: یک کلمه: یادداشتی دربارهٔ رشته‌های پنبه‌شده